# Alpina schwingenschussi
Alpina schwingenschussi là một loài bướm đêm trong họ Geometridae.